# Mirko Norac
Mirko Norac (Otok, 1967. szeptember 19.) a Horvát Hadsereg (HV) egykori tábornoka, elítélt háborús bűnös. Ő volt a horvát hadsereg első olyan tábornoka, akit a horvát bíróság bűnösnek talált háborús bűnök elkövetésében 2003-ban, miután ügyét Hágából Zágrábba tették át. 2011 novemberében próbaidőre szabadult.

## Élete
Mirko Norac (más néven Mirko Norac Kevo), az akkor a Jugoszláv Szocialista Szövetségi Köztársasághoz tartozó Otok faluban született. Sinjben járt iskolába. Nem sokkal az első horvátországi többpárti választások után, 1990 augusztusában csatlakozott a Belügyminisztérium állományához. 1990. szeptember 12-én a horvát rendőrség egyik egységének, a Lučko Antiterrorista Egységnek a tagja lett. A Lučko Antiterrorista Egység tagjaként részt vett a horvát rendőri erők korai tevékenységeiben, köztük a Plitvicei-tavaknál kialakult incidensben.
1991 szeptemberében otthagyta a rendőrséget, és önkéntesként Gospićba ment, ahol részt vett a helyi szerbek és a Jugoszláv Néphadsereg (JNA) egységei elleni támadásban. A várost a horvátok három oldalról vették körül, így hadsereg laktanyája (a Stanko Opsenica körülbelül 70 tiszttel és 200 katonával, valamint szerb félkatonai alakulatokkal) csapdába esett. A Norac vezetésével folytatott négy napos ostrom után a JNA feladta a laktanyát. 1991. szeptember közepén Noracot a horvát hadsereg 118. dandárjának parancsnokává nevezték ki, és a horvát hadsereg legfiatalabb ezredese lett. Egy hónappal később részt vett a gospići-mészárlásként ismert eseményben, amikor a parancsnoksága alatt álló erők 100-120 helyi szerbet gyilkoltak meg.
1992 novemberében Noracot a 6. gárdadandár parancsnokává nevezték ki, amelyet hamarosan átkereszteltek 9. gárdadandárra. Franjo Tuđman horvát elnök, mint főparancsnok 1992-ben elrendelte felmentését, mivel egyre szaporodó hírek a parancsnoksága alatt álló civilek ellen elkövetett háborús bűnökről szóltak. Norac nem engedelmeskedett a parancsnak, és azt válaszolta a horvát elnöknek, hogy „az egyetlen feljebbvaló, akit elismer Vjekoslav Maks Luburić tábornok”. A Šibenski című horvát híroldal szerint Gojko Šušak akkori védelmi miniszter befolyásának köszönhetően maradhatott a parancsnoki poszton. 1993 elején részt vett a Maslenica hadműveletben. Ezután a Medaki zseb hadművelet parancsnoka volt, amely idő alatt újabb háborús bűnöket követtek el a helyi szerb lakosság ellen. A művelet során Norac egy korábban fel nem robbant taposóaknától mindkét karján és lábán megsebesült. Egy horvát tiszt Noracot abban az időben így jellemezte: „fiatal, arrogáns, bátor, de önfejű is”.
Sebesülése után egy hónapot töltött egy zágrábi kórházban, majd visszatért Gospićba. 1994-ben dandártábornokká léptették elő, és a Gospić hadműveleti zóna parancsnokává nevezték ki. Ugyanebben az évben a sinji Alka ünnepségen az Alka hercegének (voivoda) választották. Az eseményen részt vett Zágráb polgármestere, Milan Bandić és más horvát vezetők is. 1995 augusztusában részt vett a Vihar hadműveletben. 1995. szeptember 25-én vezérőrnaggyá léptették elő. 1996. március 15-én kinevezték a Knini Katonai Körzet parancsnokává. Stjepan Mesić horvát elnök 2000. szeptember 29-én menesztette a horvát hadseregtől, miután ő is aláírta az úgynevezett tizenkét tábornok levelét a horvát szabadságharc állítólagos „bűntettei” ellen.

## Háborús bűnök
1991. október 16-án Norac részt vett azon a találkozón, melyet a térségben élő szerb civilek meggyilkolásának megszervezésére hívtak össze. Itt állították össze a meggyilkolandó helyi szerbek listáját. A résztvevők később Gospicban házakra csaptak le, és szerb civileket vettek őrizetbe. Arról tájékoztatták őket, hogy kihallgatásra viszik. Megszervezte és irányította a civilek kivégzését a városhoz közeli elhagyatott területen, egy nőt maga végezett ki.
2001. február 8-án a Belügyminisztérium elfogatóparancsot adott ki Norac (aki akkor Zágrábban élt) ellen. Megkérdezte a zágrábi rendőrséget, hogy jelentkezhet-e Fiuméban, hogy elkerülje a médiát. Megengedték neki, de kihasználta a lehetőséget, hogy megszökjön. Tizenhat nappal később (február 22-én) minden vádat tagadva feladta magát. 2001. március 5-én vádat emeltek ellene és négy társa ellen, amelyben 50 polgári személy meggyilkolásával vádolták őket, melyet Karlobagban, Pazarištében és Lipova glavicában követtek el.
Perük 14 hónapig tartott Fiume megyei Bíróságon, melyen több mint 150 tanú, köztük horvát katonák és civilek vallomását hallgatták meg. 2003. március 24-én Noracot bűnösnek találták, és 12 év börtönbüntetésre ítélték. Társai közül Oreskovićot és Grandićot 15 és 10 évre ítélték, Rozićot és Canićot pedig bizonyítékok hiányában minden vádpont alól felmentették.
2004. május 20-án a volt Jugoszláviával foglalkozó Nemzetközi Törvényszék (ICTY) vádat emelt Norac (valamint Rahim Ademi és Janko Bobetko) ellen az 1993-ban a Medaki zseb hadművelet során elkövetett bűncselekmények miatt. A vádirat szerint a horvát hadsereg beavatkozásának eredményeként a hadműveleti terület teljesen lakhatatlanná vált. Falvai teljesen elpusztultak, ezáltal a szerb polgári lakosságot megfosztották otthonuktól és megélhetésüktől. Noracot azzal vádolták, hogy „tervezett, uszított, parancsolt, elkövetett”, illetve más módon is közreműködött a Medaki zsebben élő szerb civilek faji, politikai vagy vallási okokból történő üldözésének tervezésében, előkészítésében vagy végrehajtásában. Közreműködött Boja Pjevać holttestének megcsonkításában és meggyalázásában, valamint Boja Vujnović nyilvánosan élve elégetve történt meggyilkolásában.
2004. július 8-án Noracot átvitték az ICTY hágai székhelyének tárgyalótermébe, ahol ártatlannak vallotta magát mind az öt ellene felhozott vádban. A bíró úgy döntött, hogy nem kell az ICTY börtönében maradnia, visszavihető a horvátországi börtönbe. 2005. szeptember 14-én az ICTY úgy határozott, hogy az ügyet horvát joghatóság alá helyezi. Ez volt az első olyan ügy, amelyet az ICTY helyi bíróság hatáskörébe helyezett (Bobetko időközben meghalt.). Norac és Ademi pere 2007 júniusában kezdődött a zágrábi megyei bíróságon, és 2008. május 30-án ért véget. Noracot bűnösnek találták, mert nem akadályozta meg a parancsnoksága alatt álló katonákat a szerbek meggyilkolásában és kínzásában. Egyidejűleg további hét év szabadságvesztésre ítélték. Norac büntetését Glinában töltötte, ahol legalább egy alkalommal hazamehetett egy hétvégére, hogy meglátogassa a sinji családját. 2011 novemberében nyolc év után próbaidőre engedték szabadon. 2009. január 3-án feleségül vette a sinji Jelena Midenjakot, akitől van egy fia született, Ante.

## Fordítás
Ez a szócikk részben vagy egészben  a   Mirko Norac című angol Wikipédia-szócikk ezen változatának fordításán alapul.  Az eredeti cikk szerkesztőit annak laptörténete sorolja fel. Ez a jelzés csupán a megfogalmazás eredetét és a szerzői jogokat jelzi, nem szolgál a cikkben szereplő információk forrásmegjelöléseként.